# 248 г. пр.н.е.
248 (двеста четиридесет и осма) година преди новата ера (пр.н.е.) е година от доюлианския (Помпилийски) римски календар.

## Събития

### В Римската република
- Консули са Гай Аврелий Кота (за II път) и Публий Сервилий Гемин(за II път).
- Продължава Първата пуническа война.
- Римляните подновяват съюзническия договор с тирана на Сиракуза Хиерон II.[1]
- Картагенски набези над италианското крайбрежие (248 – 244 г. пр.н.е.).[2]

### В Картаген
- Бунт на наемни войници биещи се за Картаген е успешно потушен от картагенците в Сицилия.[2]